# Río Salado del Oeste
Der Río Salado del Oeste, auch Río Desaguadero, ist ein Fluss in Argentinien, der durch den größten Teil des Westens dieses Landes fließt. 
Mit 1498 km ist er einer der längsten des Landes; wenn man den Streckenabschnitt des Río Colorado bis zu dessen Mündung im Atlantik dazuzählt, erhöht sich die Länge auf 1872 km. Er wechselt jedoch häufig seinen Namen.
Sein Wasservolumen schwankt beträchtlich und beträgt durchschnittlich nur 14 m³/s, dabei kann er wie viele Flüsse in Trockengebieten streckenweise im trockenen Winter fast ganz versiegen. Der Grund liegt nicht nur in der Trockenheit, sondern auch in der starken Nutzung seines Wassers für künstliche Bewässerung. Deswegen kann man nur bedingt von einer Entwässerung seines Einzugsgebiets sprechen. Er mündet bei Pichi Mahuida in den Río Colorado.

## Einzugsgebiet
Das Einzugsgebiet des Flusses ist mit etwa 300.000 Quadratkilometern nach dem des Paraná und seiner Zuflüsse das größte des Landes und umfasst etwas mehr als ein Zehntel seiner Fläche. Es umfasst folgende Landesteile:
- den Westen von La Rioja
- die gesamte Provinz San Juan
- die Provinz Mendoza, mit Ausnahme kleinerer abflussloser Gebiete im Südwesten
- den Westen von San Luis
- die Provinz La Pampa mit Ausnahme des Nordostens.

## Abschnitte

### Quelle bzw. Quellgebiet
Der nördlichste Zufluss des Flusses ist der Río Bonete, der im Nordwesten der Provinz La Rioja in der unmittelbaren Umgebung des Monte Pissis, des höchsten Vulkanes der Erde, und des nur wenige Meter niedrigeren Bonete entspringt und seinen Namen schon wenige Kilometer weiter südlich in Rio Jagüé ändert. Bei der Ortschaft Vinchina ändert er wiederum seinen Namen in Río Vinchina. Somit hat der Fluss auf seinen ersten 250 km drei verschiedene Namen.

### Río Bermejo
Bei Villa Unión im Südwesten von La Rioja wird der Fluss zum Río Bermejo. Als solcher durchfließt er den Osten der Provinz San Juan und versiegt dabei in der Trockenzeit zeitweise, bis er mit dem Río Jáchal auf seinen ersten bedeutenden Zufluss stößt. Im Südosten von San Juan wird er zum Desaguadero del Bermejo und kurz darauf zum Río Desaguadero, in diesem Gebiet verliert er einen Großteil seines Wassers an ein Sumpfgebiet. Der Fluss bildet in diesem Gebiet die Grenze zwischen San Juan und San Luis, und wegen seines unklaren Verlaufes ist der genaue Grenzverlauf zwischen beiden Provinzen immer noch umstritten.

### Río Desaguadero
An der Grenze zur Provinz Mendoza fließt der Río San Juan in den Fluss, der daraufhin wieder ein größeres Wasservolumen annimmt. Er bildet auf einem langen Stück die Grenze zwischen den Provinzen San Luis und Mendoza. An der Mündung des nächsten bedeutenderen Zuflusses, des Río Tunuyán, ändert er seinen Namen in Río Salado.

### Río Salado
Als Salado erhält er im Südosten von Mendoza den Zufluss des Río Diamante. Kurz danach tritt er in die Provinz La Pampa ein und fließt dort mit dem bedeutenden Río Atuel zusammen. An der Mündung zwischen beiden Flüssen befindet sich ein ausgedehntes Sumpfgebiet, die Bañados del Atuel. Er erhält dort den Alternativnamen Chadileuvu und speist in seinem weiteren Verlauf den Salzsee Gran Salitral (in Trockenzeiten eine Salzwüste). Bei Puelches speist er drei größere Seen, die Laguna Urre Lauquén, die Laguna La Amarga und Laguna La Dulce, dabei verliert er wiederum einen Großteil seines Wasservolumens. Auf dem letzten Stück seines Verlaufs vor der Mündung in den Río Colorado wird er auch Río Curacó genannt, auch hier ist sein Wasservolumen so gering, dass er zeitweise fast ganz versiegen kann.